# CENPO
CENPO‏ (Centromere protein O) هوَ بروتين يُشَفر بواسطة جين CENPO في الإنسان.